# Cyrtodactylus irianjayaensis
Cyrtodactylus irianjayaensis är en ödleart som beskrevs av  Rösler 200. Cyrtodactylus irianjayaensis ingår i släktet Cyrtodactylus och familjen geckoödlor. IUCN kategoriserar arten globalt som otillräckligt studerad. Inga underarter finns listade i Catalogue of Life.